# Чипро (станция метро)
Чипро — станция линии А римского метрополитена. Открыта 29 мая 1999 года. Представляет собой станцию с двумя отдельными туннелями, в каждом из которых находится отдельная платформа. Рядом со станцией расположена парковка на 277 мест.

## Достопримечательности
Вблизи станции расположены:
- Музей Ватикана
- Площадь героев
- Триумфальная арка

## Интересный факт
Судя по описанию в журнале «Метро» (№ 2-1996, с. 31): «…тоннели с платформами для пассажиров размещаются один над другим и к ним примыкает полузаглублённый вестибюль…» — именно эту станцию в середине 1990-х планировали назвать «Московская» и оформить силами российских архитекторов как ответ на станцию «Римская» в Москве. Однако этот проект не был осуществлён.

## Наземный транспорт
Автобусы: 31, 33, 247, 490, 492, 495, 913, 990, 990L.